# Fascinația păcatului
Fascinația păcatului (în poloneză Dzieje grzechu) este un roman din 1908 al scriitorului polonez Stefan Żeromski.